# Dalmasula parvimana
Espèce
Synonymes
- Salsula parvimanus Simon, 1910
- Sulsula parvimana Simon, 1910

Dalmasula parvimana est une espèce d'araignées aranéomorphes de la famille des Oonopidae.

## Distribution
Cette espèce est endémique de la région d'Erongo en Namibie. Elle se rencontre à Rooibank.

## Description
Le mâle decrit par Platnick et al. en 2012 mesure 1,77 mm.

## Publication originale
- Simon, 1910 : Arachnoidea. Araneae (ii). Zoologische und anthropologische Ergebnisse einer Forschungsreise im Westlichen und zentralen Südafrika. Denkschriften der Medicinisch-naturwissenschaftlichen Gesellschaft zu Jena, vol. 16, p. 175-218.